# Gretchen Rush
Gretchen Anne Rush (Pittsburgh, 7 februari 1964) is een voormalig tennisspeelster uit de Verenigde Staten van Amerika. Tijdens haar huwelijk speelde zij enige tijd onder de naam Gretchen Magers.

## Levensloop
Rush begon met tennis toen zij elf jaar oud was. Zij speelt rechtshandig en heeft een tweehandige backhand. In 1982 was zij de nummer één van de wereld bij de junioren. In 1984 nam Rush deel aan de Olympische spelen in Los Angeles. Haar beste resultaat was het bereiken van de finale van het gemengd dubbelspel op Wimbledon 1988. Zij was actief in het proftennis van 1986 tot en met 1992.
Rush studeerde aan de Trinity University van San Antonio, Texas. In april 2014 werd zij benoemd als hoofdtenniscoach voor deze universiteit. Op 19 december 1986 trad zij in het huwelijk met Stephen Walter Magers. In juli 1996 kreeg zij een tweeling (dochters), nadat zij al eerder een zoon gekregen. In april 2016 meldde zij haar scheiding. Tegenwoordig wordt zij weer aangeduid met de naam Gretchen Rush.

## Posities op de WTA-ranglijst
(bron: gearchiveerd WTA-profiel)
Positie per einde seizoen:
| jaar | ranking enkelspel | ranking dubbelspel |
| ---- | ----------------- | ------------------ |
| 1983 | 57                | –                  |
| 1984 | 81                | –                  |
| 1985 | 176               | –                  |
| 1986 | 70                | 65                 |
| 1987 | 52                | 53                 |
| 1988 | 43                | 55                 |
| 1989 | 29                | 29                 |
| 1990 | 34                | 18                 |
| 1991 | 113               | 30                 |
| 1992 | 390               | 31                 |

## Palmares
| Legenda                |
| ---------------------- |
| Grandslamtoernooi      |
| Olympische Spelen      |
| Year-End Championships |
| Tier I                 |
| Tier II                |
| Tier III               |
| Tier IV & V            |

### WTA-finaleplaatsen enkelspel
| nr.              | finale     | toernooi        | ondergrond | tegenstandster      | score    |         |
| ---------------- | ---------- | --------------- | ---------- | ------------------- | -------- | ------- |
| gewonnen finales |            |                 |            |                     |          |         |
| 1.               | 1987-02-01 | WTA Auckland    | hardcourt  | Terry Phelps        | 6-2, 6-3 | details |
| 2.               | 1988-07-24 | WTA Schenectady | hardcourt  | Terry Phelps        | 7-6, 6-4 | details |
| 3.               | 1989-10-15 | WTA Moskou      | tapijt (i) | Natallja Zverava    | 6-3, 6-4 | details |
| verloren finales |            |                 |            |                     |          |         |
| 1.               | 1990-06-24 | WTA Eastbourne  | gras       | Martina Navrátilová | 0-6, 2-6 | details |

### WTA-finaleplaatsen dubbelspel
| nr.                                 | finale     | toernooi         | ondergrond    | partner          | tegenstandsters                        | score         |         |
| ----------------------------------- | ---------- | ---------------- | ------------- | ---------------- | -------------------------------------- | ------------- | ------- |
| gewonnen finales vrouwendubbelspel  |            |                  |               |                  |                                        |               |         |
| 1.                                  | 1990-07-22 | WTA Newport (VS) | gras          | Lise Gregory     | Patty Fendick Anne Smith               | 7-6, 6-1      | details |
| 2.                                  | 1990-09-30 | WTA Leipzig      | tapijt (i)    | Lise Gregory     | Manon Bollegraf Jo Durie               | 6-2, 4-6, 6-3 | details |
| 3.                                  | 1990-10-07 | WTA Moskou       | tapijt (i)    | Robin White      | Olena Brjoechovets Jevgenia Manjoekova | 6-2, 6-4      | details |
| 4.                                  | 1991-02-17 | WTA Aurora       | hardcourt (i) | Lise Gregory     | Patty Fendick Lori McNeil              | 6-4, 6-4      | details |
| verloren finales vrouwendubbelspel  |            |                  |               |                  |                                        |               |         |
| 1.                                  | 1986-07-20 | WTA Newport (VS) | gras          | Cammy MacGregor  | Terry Holladay Heather Ludloff         | 1-6, 7-6, 3-6 | details |
| 2.                                  | 1987-02-01 | WTA Auckland     | hardcourt     | Elizabeth Minter | Anna-Maria Fernandez Julie Richardson  | 6-4, 4-6, 2-6 | details |
| 3.                                  | 1988-03-05 | WTA San Antonio  | hardcourt     | Rosalyn Fairbank | Lori McNeil Helena Suková              | 3-6, 7-6, 2-6 | details |
| 4.                                  | 1989-03-12 | WTA Palm Springs | hardcourt     | Rosalyn Fairbank | Hana Mandlíková Pam Shriver            | 3-6, 7-6, 3-6 | details |
| 5.                                  | 1989-05-21 | WTA Berlijn      | gravel        | Lise Gregory     | Elizabeth Smylie Janine Thompson       | 7-5, 3-6, 2-6 | details |
| 6.                                  | 1989-05-28 | WTA Straatsburg  | gravel        | Lise Gregory     | Mercedes Paz Judith Wiesner            | 3-6, 3-6      | details |
| 7.                                  | 1989-08-06 | WTA San Diego    | hardcourt     | Robin White      | Elise Burgin Rosalyn Fairbank          | 6-4, 3-6, 3-6 | details |
| 8.                                  | 1990-06-17 | WTA Birmingham   | gras          | Lise Gregory     | Larisa Savtsjenko Natallja Zverava     | 6-3, 3-6, 3-6 | details |
| 9.                                  | 1991-08-18 | WTA Los Angeles  | hardcourt     | Robin White      | Larisa Savtsjenko Natallja Zverava     | 1-6, 6-2, 2-6 | details |
| 10.                                 | 1992-11-08 | WTA Oakland      | tapijt (i)    | Rosalyn Fairbank | Gigi Fernández Natallja Zverava        | 6-3, 2-6, 4-6 | details |
| verloren finales gemengd dubbelspel |            |                  |               |                  |                                        |               |         |
| 1.                                  | 1988-07-03 | Wimbledon        | gras          | Kelly Jones      | Zina Garrison Sherwood Stewart         | 1-6, 6-7      | details |

## Resultaten grandslamtoernooien
| Legenda | Legenda                          |
| ------- | -------------------------------- |
| g.t.    | geen toernooi gehouden           |
| l.c.    | lagere categorie                 |
| –       | niet deelgenomen                 |
| G       | uitgeschakeld in de groepsfase   |
| 1R      | uitgeschakeld in de eerste ronde |
| 2R      | uitgeschakeld in de tweede ronde |
| 3R      | uitgeschakeld in de derde ronde  |
| 4R      | uitgeschakeld in de vierde ronde |
| KF      | uitgeschakeld in de kwartfinale  |
| HF      | uitgeschakeld in de halve finale |
| F       | de finale verloren               |
| W       | het toernooi gewonnen            |
| w-v     | winst/verlies-balans             |

### Enkelspel
| Toernooi        | 1982 | 1983 | 1984 | 1985 | 1986 | 1987 | 1988 | 1989 | 1990 | 1991 | w-v  |
| --------------- | ---- | ---- | ---- | ---- | ---- | ---- | ---- | ---- | ---- | ---- | ---- |
| Australian Open | –    | –    | –    | –    | g.t. | 2R   | 1R   | 1R   | –    | 2R   | 2-4  |
| Roland Garros   | –    | KF   | –    | 1R   | 2R   | 2R   | –    | 3R   | 1R   | –    | 8-6  |
| Wimbledon       | –    | –    | 2R   | 1R   | 1R   | 1R   | 2R   | KF   | 3R   | 1R   | 8-8  |
| US Open         | KF   | 2R   | 1R   | –    | 2R   | 1R   | 2R   | 2R   | 1R   | 3R   | 10-9 |

### Vrouwendubbelspel
| Toernooi        | 1981 |    | 1983 | 1984 | 1985 | 1986 | 1987 | 1988 | 1989 | 1990 | 1991 | 1992 | 1993  | w-v |
| --------------- | ---- | -- | ---- | ---- | ---- | ---- | ---- | ---- | ---- | ---- | ---- | ---- | ----- | --- |
| Australian Open | –    | –  | –    | –    | g.t. | 3R   | KF   | 2R   | –    | 2R   | –    | –    | 6-4   |     |
| Roland Garros   | –    | 1R | –    | 2R   | 1R   | 1R   | –    | 3R   | 3R   | –    | –    | –    | 5-6   |     |
| Wimbledon       | –    | –  | –    | 2R   | KF   | 2R   | 2R   | 2R   | 3R   | KF   | KF   | –    | 15-8  |     |
| US Open         | 1R   | 3R | 3R   | –    | 1R   | 2R   | 1R   | 3R   | 3R   | 2R   | 3R   | 2R   | 13-11 |     |

### Gemengd dubbelspel
| Toernooi        | 1985 | 1986 | 1987 | 1988 | 1989 | 1990 | 1991 | 1992 | w-v  |
| --------------- | ---- | ---- | ---- | ---- | ---- | ---- | ---- | ---- | ---- |
| Australian Open | –    | g.t. | 1R   | 1R   | 2R   | –    | 1R   | –    | 1-4  |
| Roland Garros   | 2R   | 3R   | 3R   | –    | –    | 1R   | –    | –    | 4-4  |
| Wimbledon       | 3R   | –    | –    | F    | 2R   | HF   | 1R   | 2R   | 11-6 |
| US Open         | –    | 1R   | –    | 1R   | 1R   | 2R   | 2R   | 1R   | 2-6  |